# Csárdások (Liszt)
Liszt Ferenc három csárdást írt zongorára. Az első 1880–1882 között készült, címe Csárdás macabre (S.224); a másik kettőt pedig 1884-ben komponálta, és Két csárdás (Csárdás és Csárdás obstiné) címen jelentek meg (S.225).

## Liszt csárdásai
Az idős Liszt – az általános emberi természettel ellentétben, amikor az évek múlásával az ifjúkori „vad alkotói természet” már megbékél – egyre több, egyre érthetetlenebb, egyre „felháborítóbb” kompozíciókkal jelentkezett. Így van ez a csárdásokkal is: kortársai ezeket sem értették meg, még évtizedekkel a halála után is úgy gondolták például a Csárdás macabre-ról, hogy „a mester zeneszerzői hírnevének érdekében” jobb is, hogy kéziratban maradt. A három csárdást életében alig játszották, halála után pedig elfeledkeztek róluk. A valóság persze az, hogy az idős Lisztet már nem érdekelték a világ hívságai, nem érdekelték a sikerek, csak a tiszta zene, a zenei fejlődés érdekelte, és olyan újdonságokat alkalmazott, vezetett be a kompozíciós technikák közé, amikkel valóban megbotránkoztatta a kortársakat, de amikkel évtizedekre előremutató példákkal szolgált a kései zeneszerző utódoknak. A kései utókor megértette ezeket a műveket, Bartók Bélának például közvetlen ihlető példát is adtak. Ezért is nevezhette Szabolcsi Bence zenetudós ezeket a csárdásokat „az öreg Liszt Allegro barbarói”-nak (az Allegro Barbaro Bartók híres zongoradarabja).

### Csárdás macabre
Az S. 224 jegyzékszámú Csárdás macabre (Halálcsárdás) a már 70. életéve fölött járó Liszt alkotása. A kotta kéziratának borítójára keserű öniróniával írta fel: „Szabad ilyesmit leírni vagy meghallgatni?” Ezzel a darabban többször is, hosszan is felhangzó dörgő-zörgő „csontzenére” utalt, amely a Liszt korában „tiltott” kvintpárhuzamokban mozgott, és évtizedekkel később már teljesen elfogadott volt. Az erőteljes ritmikájú és tematikájú, virtuóz zongoradarab táncos jellegű, ritmikus darab. Felépítése a klasszikus szonátaformára hasonlít: a barbár főtéma után az F-dúr melléktéma a visszatérésben, tercrokon, D-dúr hangnemben mutatkozik be. A melléktémában Liszt a kor népszerű műdalát, az Ég a kunyhó, ropog a nád kezdetét dolgozta fel. A „macabre" hangulat jegyében felhasználta a darabban ugyanazt a Dies irae gregorián dallamot is, amelyre már az 1849-ben komponált Haláltánc című zongoraversenye is épült. Liszt – természetesen – mindhárom csárdásban alkalmazta a magyar vagy cigány moll hangkészletet.
Liszt műve kéziratban maradt, amit Szelényi István fedezett fel, és 1951-ben a londoni Liszt Society Publications, Schott adott ki nyomtatásban. Azóta zongoraművészek gyakran játszott darabja.

### Két csárdás
Liszt 1884-ben két újabb csárdást írt: az elsőt jelző nélkül (Csárdás), a másodikat Csárdás obstiné (Makacs csárdás) címmel. Műjegyzékszámuk: S.225.
Az Két csárdást a  fisz hangok kapcsolják össze: az első, a cím nélküli csárdást bevezető és befejező fisz hangokkal indul a második, a Csárdás obstiné. Az első csárdás nem túl jelentős mű, de a tipikus öregkori Liszt-jellegzetességeket magán hordozza.
Az „obstiné” csárdás elkészültéről Liszt 1885 februárjában levélben számolt be Olga von Meyendorff bárónénak, mint annak a „negyven oldalnyi magyar zenének” a részéről, amelyben emellett magyar rapszódiák is szerepeltek. Akárcsak a Csárdás macabre, ez is rendkívül modern és „felháborító”, pedig nincsenek benne kvintpárhuzamok, vannak viszont olyan szűkített oktávos akkordok, amelyek majdan Bartók zenéjében lesznek ismertek. Különlegessége még az „őrjítő” motívumismétlés, amellyel mintegy a „halálba táncoltatást” szimbolizálja. A mű egyébiránt két témából építkezik: a „makacs” főtémából és egy kevésbé jelentős fanfárzenéből. A darab formailag kétrészes, az első rész után kibővített visszatéréssel. A darab végén repetálós stretta hangzik fel H-dúrban, ezzel zárul a darab.
A Két csárdás 1886-ban jelent meg a Táborszky és Parsch, valamint a Hofmeister kiadó gondozásában. Az első csárdás már ezt megelőzően, 1885-ben, önállóan is megjelent Párizsban (Album de Gaulois).